# Enzo Lefort
Enzo Lefort (Caiena, 29 de setembro de 1991) é um esgrimista francês, medalhista olímpico.

## Carreira

### Rio 2016
Enzo Lefort representou seu país nos Jogos Olímpicos de Verão de 2016, no florete. Na competição por equipes conquistou a medalha de prata ao lado de Erwann Le Péchoux, Jérémy Cadot e Jean-Paul Tony Helissey.